# Staat Aden
De Staat Aden (Arabisch: ولاية عدن , Engels: State of Aden) was een deelstaat van de Zuid-Arabische Federatie.
Op 18 januari 1963 gaven de Britten direct bestuur in Aden op en werd de kolonie omgevormd tot de Staat Aden. Toen eind 1967 de Volksrepubliek Zuid-Jemen zich onafhankelijk verklaarde van het Verenigd Koninkrijk werd de Zuid-Arabische Federatie, en daarmee de staat Aden opgeheven.